# 楊子葆

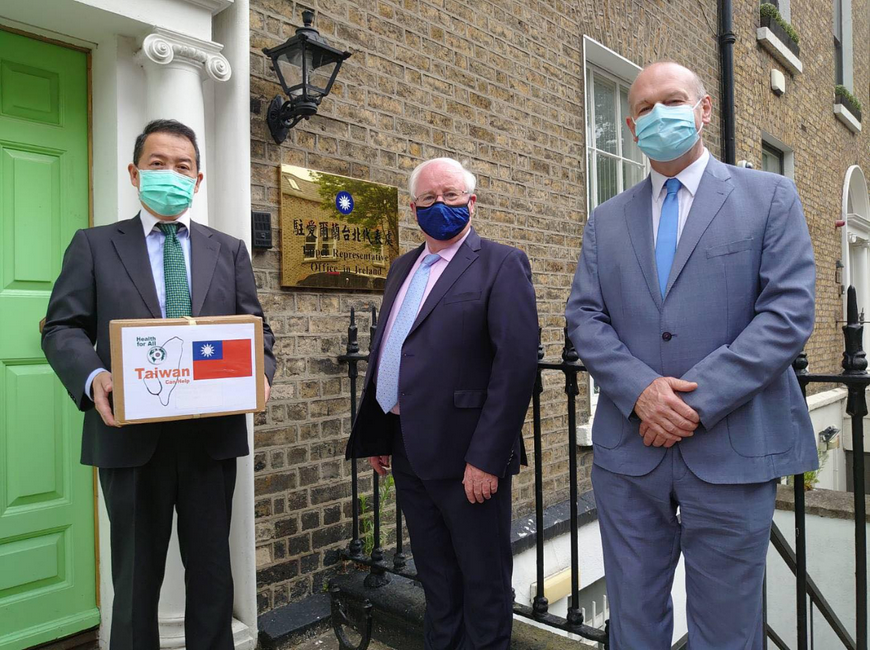
2021年6月，駐愛爾蘭代表楊子葆（左）與外賓合影於駐愛爾蘭臺北代表處館牌前。

楊子葆（1963年8月8日—），中華民國政治人物，民主進步黨籍。臺灣外省人第二代，臺大畢業，取得法國國立橋路學校博士，為土木工程學者、葡萄酒專家、作家。民主進步黨執政時期，出任中華民國外交部政務次長、代理部長、中華民國駐法國代表（大使）、僑委會副委員長、文化部政務次長、駐愛爾蘭代表等要職；另亦曾任新竹市副市長、中華航空副總經理。

## 簡介
1989年，自國立臺灣大學土木工程研究所碩士班畢業後，赴法國國立橋路學校攻獲博士學位，曾任職於「巴黎市公共運輸局」。返國後於鼎漢國際工程顧問公司擔任總工程師，並兼任臺北捷運公司顧問。
1999年，出任新竹市副市長。
2000年，擔任國際合作發展基金會副秘書長；2002年，升任秘書長。2003年，當選中華民國十大傑出青年。2004年，擔任中華民國僑務委員會副委員長；2005年出使法國，任中華民國駐法國代表；2006年擔任外交部政務次長。
2008年5月6日，時任外交部長黃志芳為巴紐外交費遭掮客詐騙侵吞一案負政治責任而請辭，曾以政務次長身份代理部長職務14天。
2008年8月起，擔任天主教輔仁大學客座教授，2012年2月起兼任該校國際教育長。出版數本捷運、城市與葡萄酒著作，並於臺灣與香港報章雜誌上主筆城市觀察與飲食文化相關專欄。
2009年9月至2016年6月，曾於國立臺灣大學「領導學程」開設「國際領導能力發展」課程。另2013年1月起至2016年12月，曾於News98《九八講堂》主持「從捷運看天下」廣播節目。
2013年3月起任職於中華航空，擔任副總經理至2016年5月。
2016年5月20日至2018年7月14日，擔任文化部政務次長。
2018年7月15日起擔任駐愛爾蘭代表。
2023年11月獲臺大生工系（原農工系）系友會選為傑出系友。

## 著作
- 可移動的文化饗宴：72座城市的捷運風景 (1998), ISBN：9578286104
- 七個小矮人 (譯作, 1999), ISBN：957918481X
- 看不見的巴黎 (2001), ISBN：986789099X
- 捷運公共藝術拼圖 (2002), ISBN：986120072X
- 迷戀捷運 (2002), ISBN：9570406593
- 都市傳奇 (譯作, 2003), ISBN：986769144X
- 世界經典捷運建築 (2004), ISBN：9867475224
- 捷運就在郵票裡 (2004), ISBN：9867475208
- 街道家具與城市美學 (2005), ISBN：9789867487421
- 藝術進站 捷運公共藝術 (2005), ISBN：9860008566
- 葡萄酒文化密碼 (2007), ISBN：9789866165245
- 文化多樣性與永續發展 (與吳錦發共同主編, 英文版, Cultural Diversity and Sustainable development, 2007), ISBN：9789868083547
- 葡萄酒文化想像 (2009), ISBN：9789867247995
- 微醺之後, 味蕾之間 (2011), ISBN：9789861209753
- 葡萄酒ABC (2012), ISBN：9789867120502
- 軟實力與文化外交 (法文版, Soft power et diplomatie culturelle, 2014), ISBN：9782806101655
- 味無味集 (2014), ISBN：9789865813406
- 人生相對論 (譯作,與楊允禾合譯, 2015), ISBN：9789573276173
- 城市的36種表情 (2016), ISBN：9789865722791
- 喫東西集 (2016), ISBN：9789865813727
- 味什麼集 (2017), ISBN：9789865813871
- 不接地氣 (2018), ISBN：9789865813932
- 城市的36個觀點 (韓文版, 도시의 36가지 표정, 2018), ISBN：9791188331260
- 星星都美麗·都柏林的A-Z：大使偕行的愛爾蘭文化慢旅 (2024), ISBN：9786267275399